# Palmer (Texas)
Palmer è un centro abitato degli Stati Uniti d'America, situato nella contea di Ellis dello Stato del Texas.
La popolazione era di 2.000 persone al censimento del 2010.

## Geografia fisica
Palmer è situata a 32°25′46″N 96°40′08″W (32.429405, -96.669013).
Secondo lo United States Census Bureau, ha un'area totale di 2,8 miglia quadrate (7,3 km²).

## Società

### Evoluzione demografica
Secondo il censimento del 2000, c'erano 1.776 persone, 556 nuclei familiari e 454 famiglie residenti nella città. La densità di popolazione era di 627,7 persone per miglio quadrato (242,0/km²). C'erano 591 unità abitative a una densità media di 209,1 per miglio quadrato (80,6/km²). La composizione etnica della città era formata dall'86,70% di bianchi, l'1,80% di afroamericani, lo 0,85% di nativi americani, lo 0,23% di asiatici, l'8,68% di altre razze, e l'1,75% di due o più etnie. Ispanici o latinos di qualunque razza erano il 26,32% della popolazione.
C'erano 556 nuclei familiari di cui il 44,8% aveva figli di età inferiore ai 18 anni, il 61,5% erano coppie sposate conviventi, il 13,8% aveva un capofamiglia femmina senza marito, e il 18,2% erano non-famiglie. Il 15,8% di tutti i nuclei familiari erano individuali e il 9,2% aveva componenti con un'età di 65 anni o più che vivevano da soli. Il numero di componenti medio di un nucleo familiare era di 3,19 e quello di una famiglia era di 3,55.
La popolazione era composta dal 31,5% di persone sotto i 18 anni, l'11,4% di persone dai 18 ai 24 anni, il 29,4% di persone dai 25 ai 44 anni, il 18,0% di persone dai 45 ai 64 anni, e il 9,8% di persone di 65 anni o più. L'età media era di 30 anni. Per ogni 100 femmine c'erano 99,3 maschi. Per ogni 100 femmine dai 18 anni in giù, c'erano 97,7 maschi.
Il reddito medio di un nucleo familiare era di 40.729 dollari, e quello di una famiglia era di 44.922 dollari. I maschi avevano un reddito medio di 29.695 dollari contro i 23.300 dollari delle femmine. Il reddito pro capite era di 15.483 dollari. Circa il 6,7% delle famiglie e il 9,6% della popolazione erano sotto la soglia di povertà, incluso il 10,4% di persone sotto i 18 anni e l'8,4% di persone di 65 anni o più.